# Täby Centrum
 (novembre 2016).
Si vous disposez d'ouvrages ou d'articles de référence ou si vous connaissez des sites web de qualité traitant du thème abordé ici, merci de compléter l'article en donnant les références utiles à sa vérifiabilité et en les liant à la section « Notes et références ».
Täby Centrum est un centre commercial à Täby inauguré en 1968. En 2014, il possédait 160 boutiques, chiffre qui devrait augmenter d'ici 2015 pour atteindre 260. Il a accueilli plus de dix millions de visiteurs en 2011, faisant de lui le quatrième centre commercial du Comté de Stockholm quant au nombre de visiteurs et le deuxième quant aux ventes, après Sickla Köpkvarter,. Le centre commercial a reçu plusieurs récompenses, dont celle du "Meilleur Centre Commercial de Suède" en 2014 et celle du "Meilleur Centre Commercial Nordique" en 2015, attribuée par le Conseil Nordique des Centres Commerciaux.